# David Cooper (psichiatra)
David Cooper (Città del Capo, 1931 – Parigi, 29 luglio 1986) è stato uno psichiatra sudafricano teorico e leader del movimento per l'anti-psichiatria, insieme a Ronald Laing, Thomas Szasz e Michel Foucault.

## Biografia
Laureato presso l'Università di Città del Capo nel 1955, si trasferì a Londra, dove lavorò in numerosi ospedali e diresse un'unità sperimentale per giovani schizofrenici chiamata Villa 21. Nel 1965, fu coinvolto insieme a Laing e altri nel consolidare la Philadelphia Association. "Marxista esistenziale", lasciò la Philadelphia Association negli anni settanta a causa dei suoi disaccordi con i crescenti interessi allo spiritualismo nella politica dell'associazione.

## Opere
- La morte della famiglia, trad. di Costantini Maggioni C., Einaudi, Torino 1972
- Grammatica del vivere: un'analisi di atti politici, Feltrinelli, 1976
- Chi sono i Dissidenti, Galilée, settembre 1977; edizione italiana Stampa Alternativa, marzo 1978
- Il linguaggio della follia, Feltrinelli, 1979